# Leptopenus irinae
Espèce
Leptopenus irinae est une espèce de coraux appartenant à la famille des Micrabaciidae. Selon WoRMS cette espèce n'est pas valide et correspond à Leptopenus discus Moseley, 1881.